# PGC 37841
LEDA/PGC 37841 ist eine Spiralgalaxie vom Hubble-Typ S im Sternbild Rabe am Südsternhimmel, die schätzungsweise 773 Millionen Lichtjahre von der Milchstraße entfernt ist. Gemeinsam mit NGC 4033 bildet sie ein optisches Galaxienpaar.